# Richard Gott
Richard Gott Willoughby, nascido em 28 de outubro de 1938, em Aston Tirrold (Inglaterra), é um jornalista e historiador britânico, cujas obras tratam, principalmente, da América Latina.

## Biografia
Ex-correspondente do jornal "The Guardian", Gott é, atualmente, pesquisador honorário do Instituto para o Estudo das Américas, da Universidade de Londres.
A partir de 1960, passou a se dedicar à cobertura jornalística dos movimentos de guerrilha na América Latina. Em 1967, ele cobriu, para The Guardian, a captura e a morte de Che Guevara, ajudando a identificar o corpo do guerrilheiro que ele conhecera em Havana, em 1963.

## Obras
- Hugo Chávez and the Bolivarian Revolution (2005).
- Cuba: A New History (2004).
- In the Shadow of the Liberator: The Impact of Hugo Chávez on Venezuela and Latin America (2001).
- The Appeasers (2000).
- Guerrilla movements in Latin America (1970).
- A Future for the United Nations? (1968).

## Referência
- Este artigo é produto de tradução parcial da página sobre Richard Gott, editada pela en.wikipedia.